# Carlo I del Portogallo
Carlo di Braganza (Lisbona, 28 settembre 1863 – Lisbona, 1º febbraio 1908) è stato il 33º nonché penultimo re del Portogallo e delle Algarve dal 1889 fino alla sua morte.
Nato a Lisbona, figlio del re Luigi I del Portogallo e della principessa Maria Pia di Savoia, divenne re nel 1889. Dai contemporanei venne soprannominato il diplomatico (per le numerose visite che tenne a Madrid, Parigi e Londra, ricambiato con visite a Lisbona da parte di re Alfonso XIII di Spagna, di Edoardo VII del Regno Unito, del kaiser Guglielmo II di Germania e del presidente della Francia, Émile Loubet), il martire (in virtù del fatto che venne assassinato), o l'oceanografo (per la sua passione per l'oceanografia, condivisa con il padre e con il principe Alberto I di Monaco).

## Biografia

### Giovinezza

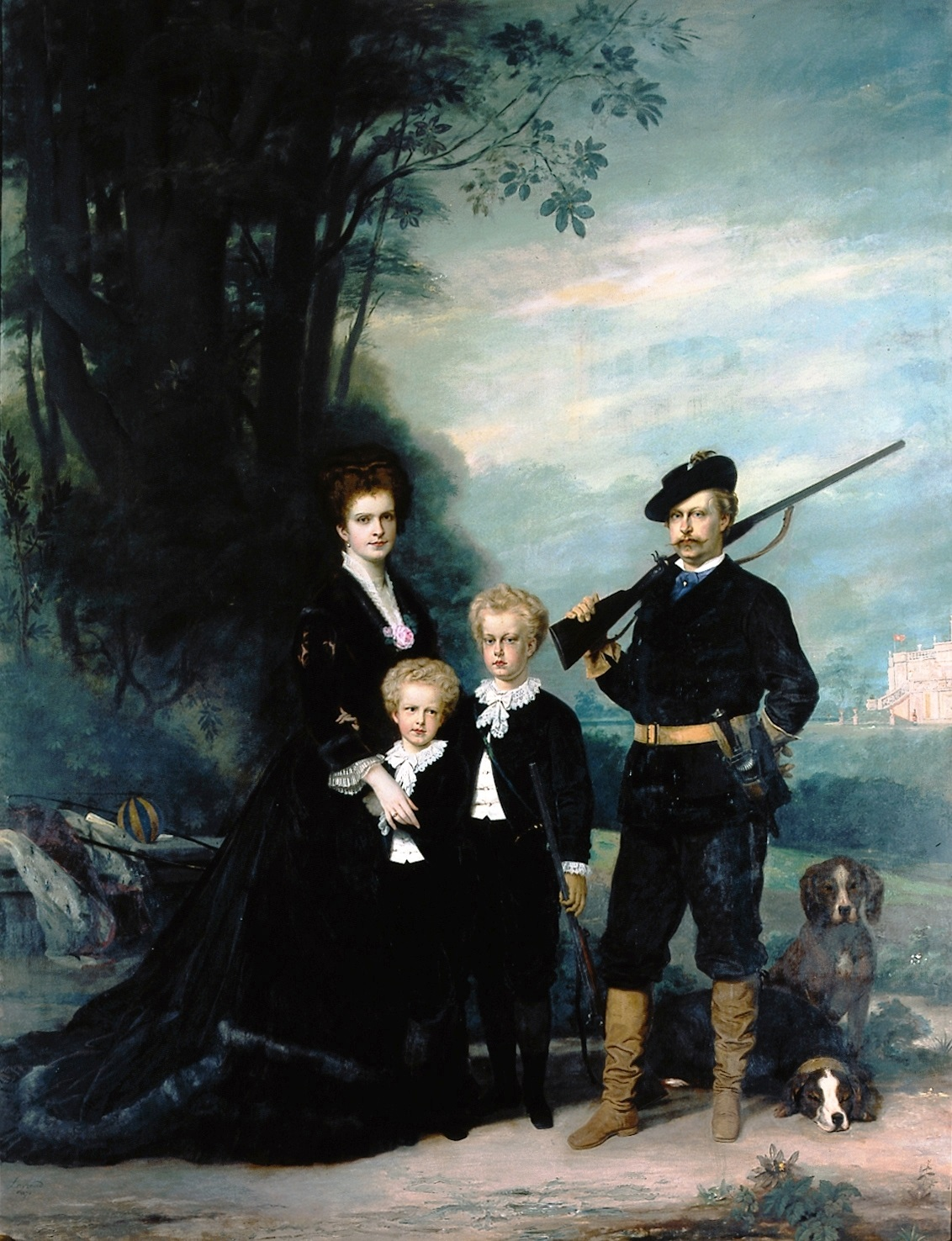
Alfonso assieme ai genitori ed al fratello Alfonso Carlo, duca di Porto.

Carlo nacque il 28 settembre 1863 nel Palazzo reale di Ajuda, a Lisbona, primogenito del re Luigi I del Portogallo e della moglie, Maria Pia di Savoia; apparteneva alla dinastia Braganza-Sassonia-Coburgo-Gotha, fondata a seguito del matrimonio della regina Maria II col principe sassone Ferdinando. Da parte di madre, Carlo discendeva da Casa Savoia, difatti era nipote di Vittorio Emanuele II e quindi primo cugino di Vittorio Emanuele III d'Italia. Carlo aveva un fratello, Alfonso Carlo, duca di Porto. Fu battezzato con i nomi di Carlo Ferdinando Luigi Maria Vittorio Michele Raffaele Gabriele Gonzaga Saverio Francesco d'Assisi Giuseppe Simone di Braganza-Sassonia-Coburgo-Gotha.
Alla nascita ricevette i titoli di Principe reale e di Duca di Braganza, ovvero di erede al trono del Portogallo. La sua educazione fu quella di un futuro sovrano, quindi rigorosa e costituita dallo studio di storia, teoria politica, lingue e scienza militare. Nonostante ciò fu comunque seguito anche dai propri genitori. In gioventù viaggiò in Italia, Regno Unito, Germania ed anche in Austria-Ungheria, dove operò in campo diplomatico e poté osservare le società estere. Fra il 1883 ed il 1888 Carlo ricoprì il ruolo di Reggente per conto del padre, in viaggio all'estero.

### Matrimonio
Una delle prime possibili candidate per il principe Carlo fu una delle figlie di Federico III di Germania, ma le differenze religiose e l'opposizione britannica rappresentavano un problema insormontabile. Durante il suo tour in Europa, Carlo incontrò Amelia d'Orléans, figlia di Luigi Filippo, conte di Parigi e di Maria Isabella d'Orléans, quindi nipote del re Luigi Filippo di Francia. 

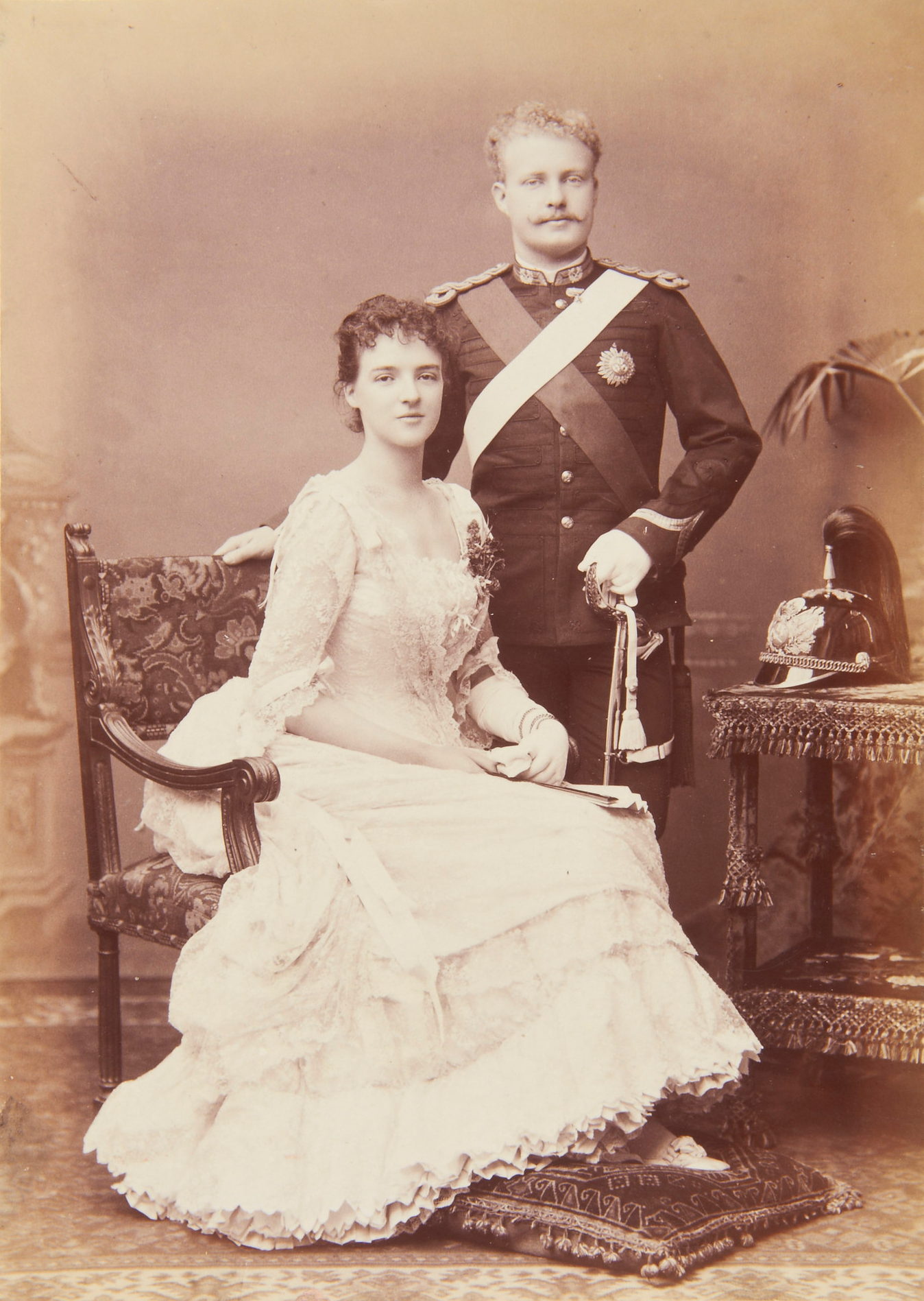
Carlo e Amelia d'Orléans.

Il 22 maggio 1886 Carlo e Amelia si sposarono nella Chiesa di San Domenico, a Lisbona, stabilendosi poi al Palácio de Belém. La coppia ebbe tre figli:
- Luigi Filippo (1887 - 1908), duca di Braganza
- Maria Anna (1887), morta alla nascita
- Manuele II (1889 -1931), ultimo re di Portogallo

Molti anni dopo dall'assassinio di Carlo I, Molti anni dopo una donna di nome Maria Pia affermò di essere figlia naturale di una relazione adulterina che il monarca ebbe con Maria Amélia de Laredó e Murça. Maria Pia ottenne il cognome reale e per questo si presentò come pretendente al trono portoghese.

### Regno

#### Ascesa al trono

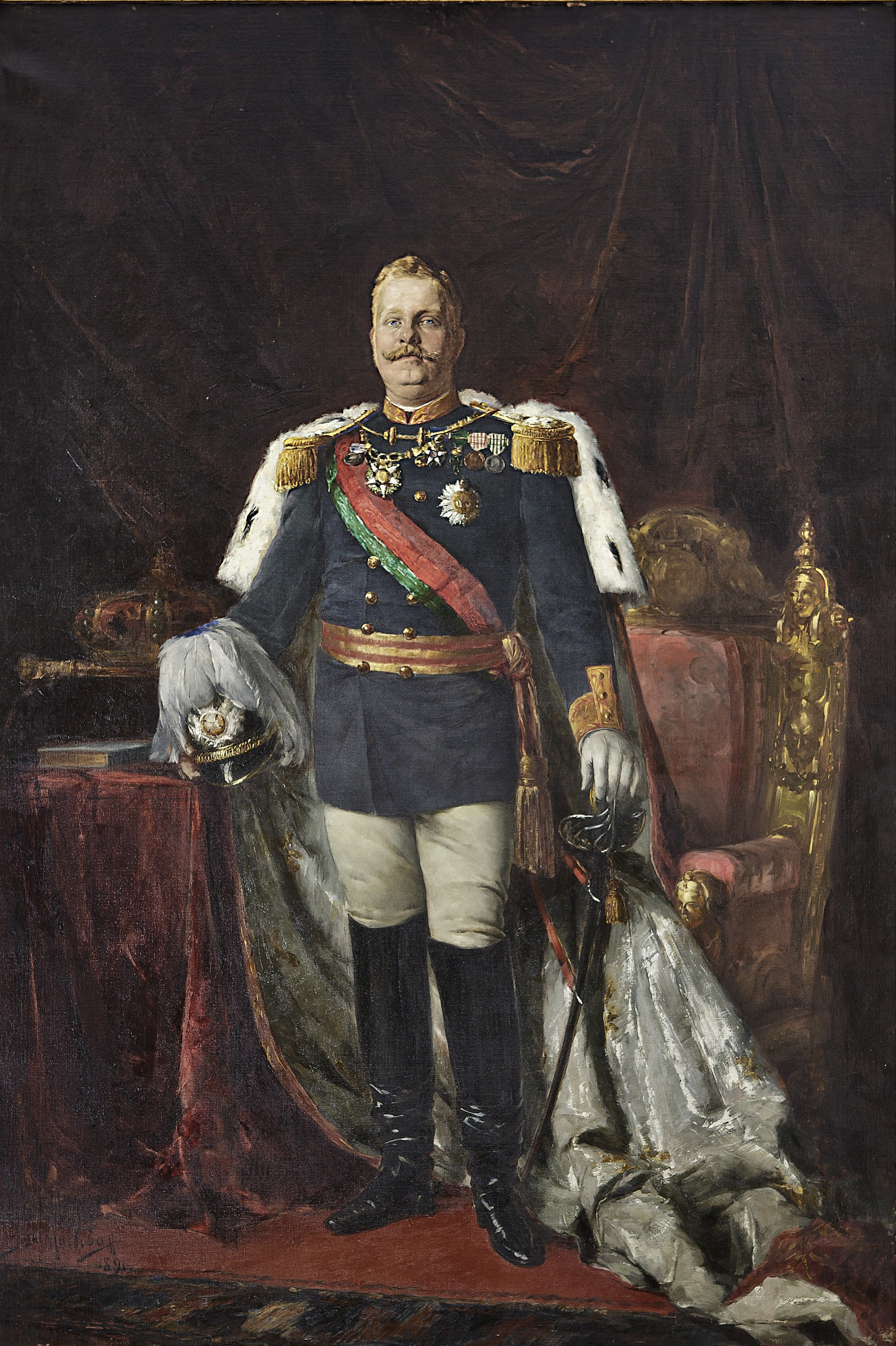
Carlo I del Portogallo nel 1890.

Il 19 ottobre 1889 Luigi I morì e così il primogenito gli successe come Carlo I del Portogallo; la sua proclamazione ebbe luogo il 28 dicembre 1889, alla presenza del prozio Pietro II, imperatore del Brasile, deposto ed esiliato dal 6 dicembre dello stesso anno. Il regno di Carlo I fu caratterizzato da una crisi economica e forti pressioni internazionali sulla nazione portoghese, che portarono poi ad un declino del paese.

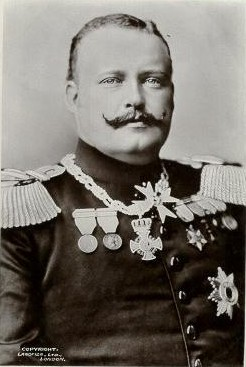
Carlo in uniforme militare tedesca.

Uno dei primi grandi incidenti internazionali che re Carlo dovette affrontare fu l'ultimatum britannico del 1890: la Gran Bretagna intimidì il Portogallo di ritirare le proprie truppe che occupavano alcune aree dell'Africa centrale, parte di una zona all'epoca conosciuto come "Mappa rossa", su cui esercitavano pretese coloniali ma che di fatto erano parte dell'Impero britannico. L'ultimatum e i successivi trattati, tra cui quello del 1890 che delineava i confini coloniali lungo i fiumi Zambesi e Congo, diminuirono l'influenza dell'Impero portoghese e crearono un diffuso malcontento all'interno del paese. In seguito, all'inizio del 1891, scoppiò nella città di Porto una rivolta repubblicana, che venne repressa. Con l'inizio del XX secolo, Carlo I si impegnò diplomaticamente per riportare il Portogallo sulla sfera europea. A ciò contribuì il fatto che il sovrano era imparentato con molte delle case reali che sedevano sui troni d'Europa. Nel 1901 partecipò ai funerali della regina Vittoria, per poi ospitare nel 1903 re Edoardo VII del Regno Unito in Portogallo, che compì la sua prima visita di stato all'estero come monarca.
Negli anni seguenti, re Carlo ricevette a Lisbona il giovane Alfonso XIII di Spagna, la regina Alessandra di Gran Bretagna, il Kaiser Guglielmo II di Germania ed il Presidente francese, Émile Loubet, nel 1905. Tali visite giovarono molto all'immagine della monarchia portoghese, anche se la visita di stato del premier francese fu segnata da numerose dimostrazione entusiaste da parte dei repubblicani. Carlo e la regina Amelia visitarono poi la Spagna, la Francia e la Gran Bretagna, dove furono accolti nel 1904. Nel 1908 i sovrani portoghesi avrebbero dovuto recarsi in Brasile, ma il tutto fallì a causa della morte di Carlo I e del primogenito Luigi Filippo, duca di Braganza.

#### Crisi politica e finanziaria

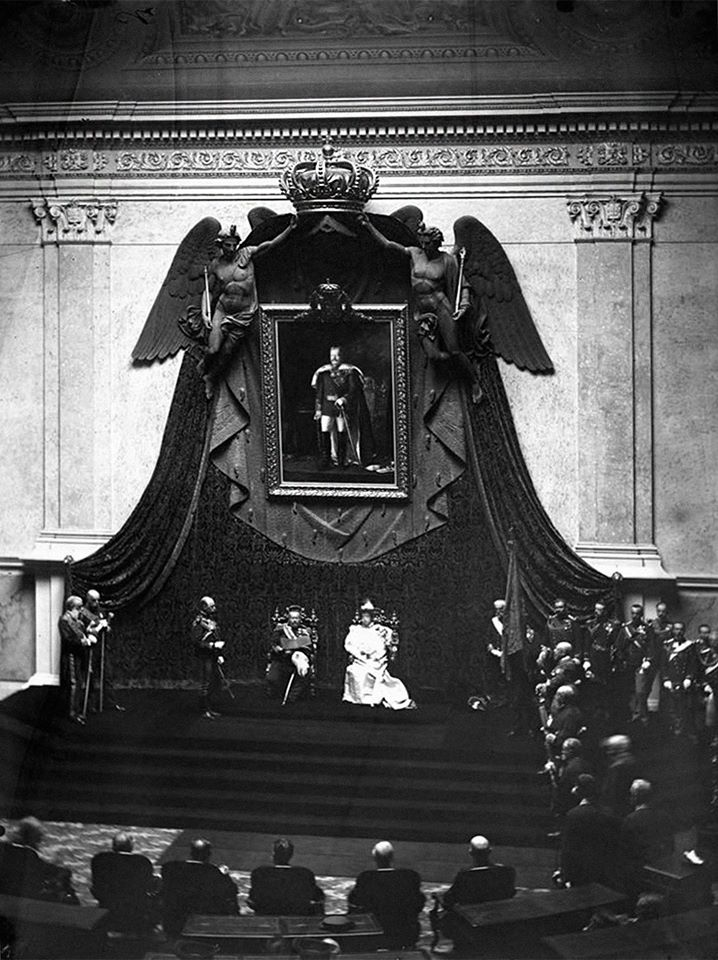
Carlo I all'apertura del Parlamento.

Durante il regno di Carlo I, il paese soffrì di una crisi politica ed economica tanto che dichiarò bancarotte due volte, nel 1892 e nel 1902; le crisi finanziarie provocarono disordini sociali che sfociarono in scioperi, proteste ed un crescente sentimento repubblicano fra la popolazione, che muoveva sempre più spesso critiche pubbliche alla monarchia, alimentate dalla sensazione che la corte reale fosse distaccata dalle lotte dei cittadini comuni. In risposta all'instabilità politica ed economica, re Carlos nominò come nuovo Primo ministro, João Franco, il cui governo, sostenuto dal re, perseguì riforme e adottò anche misure autoritarie, tra cui lo scioglimento del Parlamento. Questa mossa mirava a centralizzare il potere e ad attuare i cambiamenti necessari in modo più efficiente, ma accrebbe le divergenze e amplificò l'opposizione repubblicana.  Il Premier Franco stabilì dal 1907 un governo autoritario assumendo poteri dittatoriali col consenso del sovrano.

Visita di Edoardo VII a Lisbona.

In quegli anni si sviluppò un sistema noto come "rotativismo", che prevedeva l'alternarsi del potere tra i due principali partiti nazionali, ovvero quello Rigenerador e quello Progressista. Tale sistema fu favorito dal sistema elettorale, al tempo censitario (persone di sesso maschile con una determinata istruzione e reddito) e dalla Costituzione, che prevedeva che il sovrano potesse nominare un nuovo Primo ministro sciogliendo il Parlamento e inducendo nuove elezioni, invitando così il partito d'opposizione a formare un nuovo governo. Questo però portò ad un'instabilità politica e parlamentare, alimentata da un continuo succedersi di capi di governo e quindi di nuove camere parlamentari. Il sistema aveva i suoi difetti, poiché ogni volta che un partito assumeva posizioni politiche nel ministero, i membri del partito uscente assumevano funzioni amministrative non governative, come la presidenza del Crédito Imobiliário, ecc. Ciò garantiva che i membri di entrambi i partiti ricoprissero sempre incarichi governativi, il che difficilmente avrebbe incoraggiato un serio controllo governativo.
Nonostante ciò, il sistema, ispirato al modello inglese, ebbe il suo periodo d'oro tra il 1878 e il 1890, dando al Regno la stabilità che era mancata nei decenni precedenti. Intorno al 1890, tuttavia, cominciò a mostrare segni di usura, aggravato dalle crisi finanziarie, causate sia dagli ingenti investimenti in opere pubbliche, sia dagli investimenti militari effettuati in Africa, per occupare le terre ottenute con la Conferenza di Berlino del 1884. Si aggiungevano inoltre scandali finanziari continui e i continui viaggi del sovrano che avevano un costo e che costituivano motivo di attacco da parte dell'opposizione.

#### Governo di João Franco

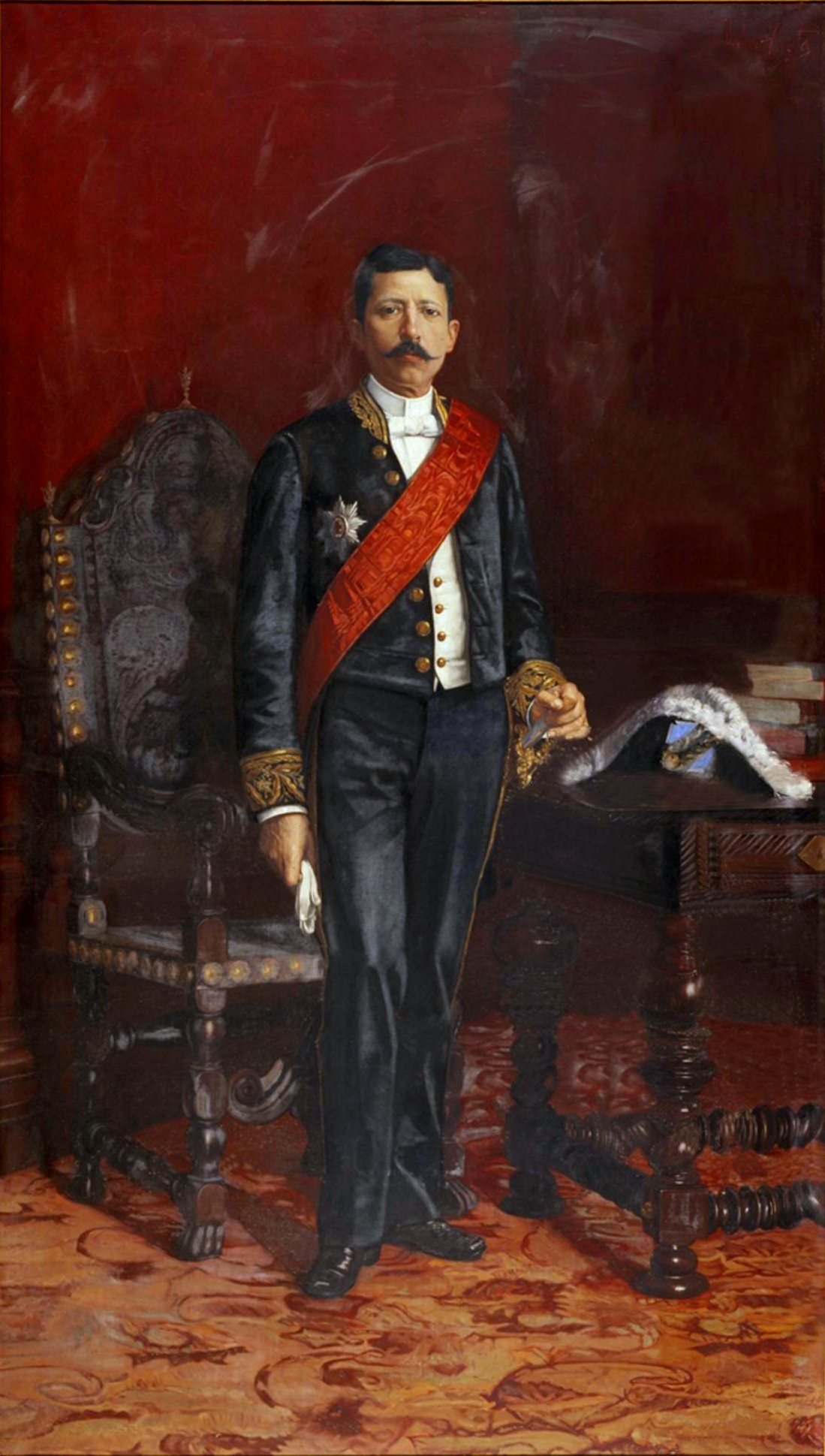
Primo ministro, João Franco.

Dopo la caduta dell'ennesimo governo di Hintze Ribeiro, re Carlos decise di chiamare il liberale João Franco a formare un governo; ciò ebbe l'immediato sostegno dei progressisti, con i quali formò un governo di coalizione, il cosiddetto liberal-concentramento. João Franco affermò di voler governare secondo lo stile inglese, promettendo di rafforzare la democrazia. Il nuovo Premier si dedicò all'attuazione di alcune riforme, presentando al Parlamento quelle riguardanti la contabilità pubblica, la responsabilità ministeriale, la libertà di stampa e la repressione anarchica. Di fronte allo sciopero accademico, scoppiato nel 1907, all'Università di Coimbra e al crescente malcontento sociale, il Partito progressista ritirò il sostegno parlamentare ed i ministri progressisti si dimisero. Questi temevano che João Franco avrebbe rafforzato il suo partito a spese del loro movimento, aspettandosi inoltre di essere chiamati a formare un governo non appena quello di Franco fosse caduto. I progressisti si sbagliarono poiché Carlo I sostenne fermamente il premier Franco.

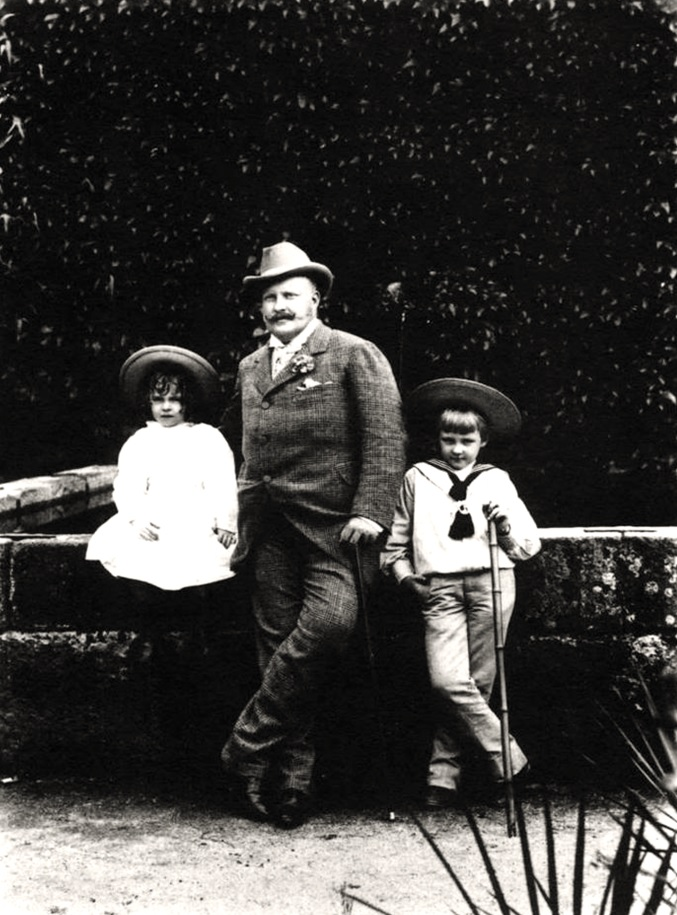
Carlo I assieme ai suoi figli.

Quest'ultimo, di fronte ai continui attacchi provenienti dalla Camera dei Deputati, chiese al re di sciogliere il parlamento, rinviando per qualche tempo le nuove elezioni. Il Re accettò e João Franco iniziò a governare in modo autoritario, dal maggio 1907. L'opposizione, rappresentata dai repubblicani ed anche dai monarchici che si opponevano al Primo ministro, lanciò una forte campagna antifranchista, coinvolgendo anche il monarca stesso, designando il governo di Franco come una dittatura. Si trattava infatti di una dittatura amministrativa, poiché governava senza la partecipazione del Parlamento, e non di una dittatura istituzionalizzata, come diventerà poi la Seconda Repubblica portoghese. L'appoggio dato dal re Carlos a João Franco, così come il mantenimento della dittatura, non furono del tutto appoggiati dalle persone a lui più vicine. Le regine Maria Pia ed Amelia, il Duca di Braganza e suo fratello il Duca di Porto erano contrari.

### Assassinio

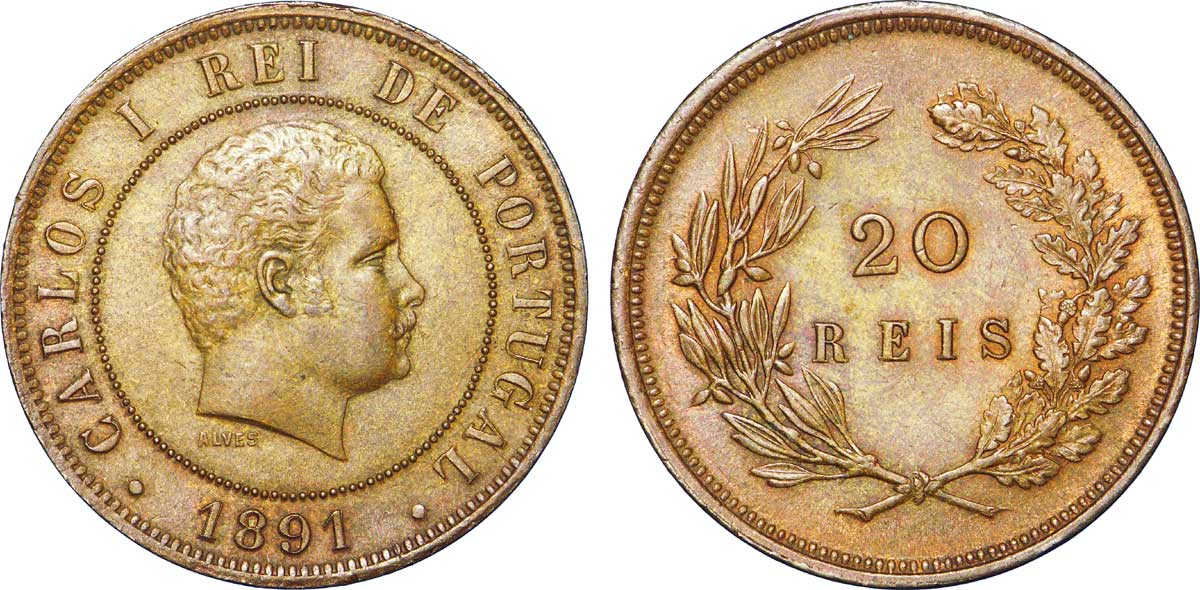
Monete con l'effigie di Carlo I.

Come da consuetudine, all'inizio del 1908 re Carlo I si recò al Palazzo di Vila Viçosa, una delle residenze preferite del monarca, il quale andava a caccia nei dintorni della dimora. Fu in questo periodo che ebbe luogo il suddetto tentativo di colpo di Stato, che fu sventato da una pronta azione del governo, basata sul tradimento di un cospiratore. Oltre all'imprenditore, António José de Almeida, furono immediatamente arrestati il leader carbonario Luz Almeida, il giornalista João Chagas, França Borges, João Pinto dos Santos e Álvaro Poppe. Una volta rimossi questi, la guida del movimento passò ad Afonso Costa, il quale però venne catturato insieme ad altri cospiratori, tra cui Francisco Correia de Herédia, primo visconte di Ribeira Brava, e il dott. Egas Moniz. João Franco emanò un decreto che prevedeva l'esilio all'estero o l'espulsione nelle colonie, senza processo, di individui incriminati in tribunale per violazione dell'ordine pubblico, che si sarebbe applicato ai ribelli repubblicani. Il re firmò il decreto mentre era ancora a Vila Viçosa e si dice che, nel firmarlo, abbia dichiarato: "Firma la mia condanna a morte, ma è quello che volevate voi signori".

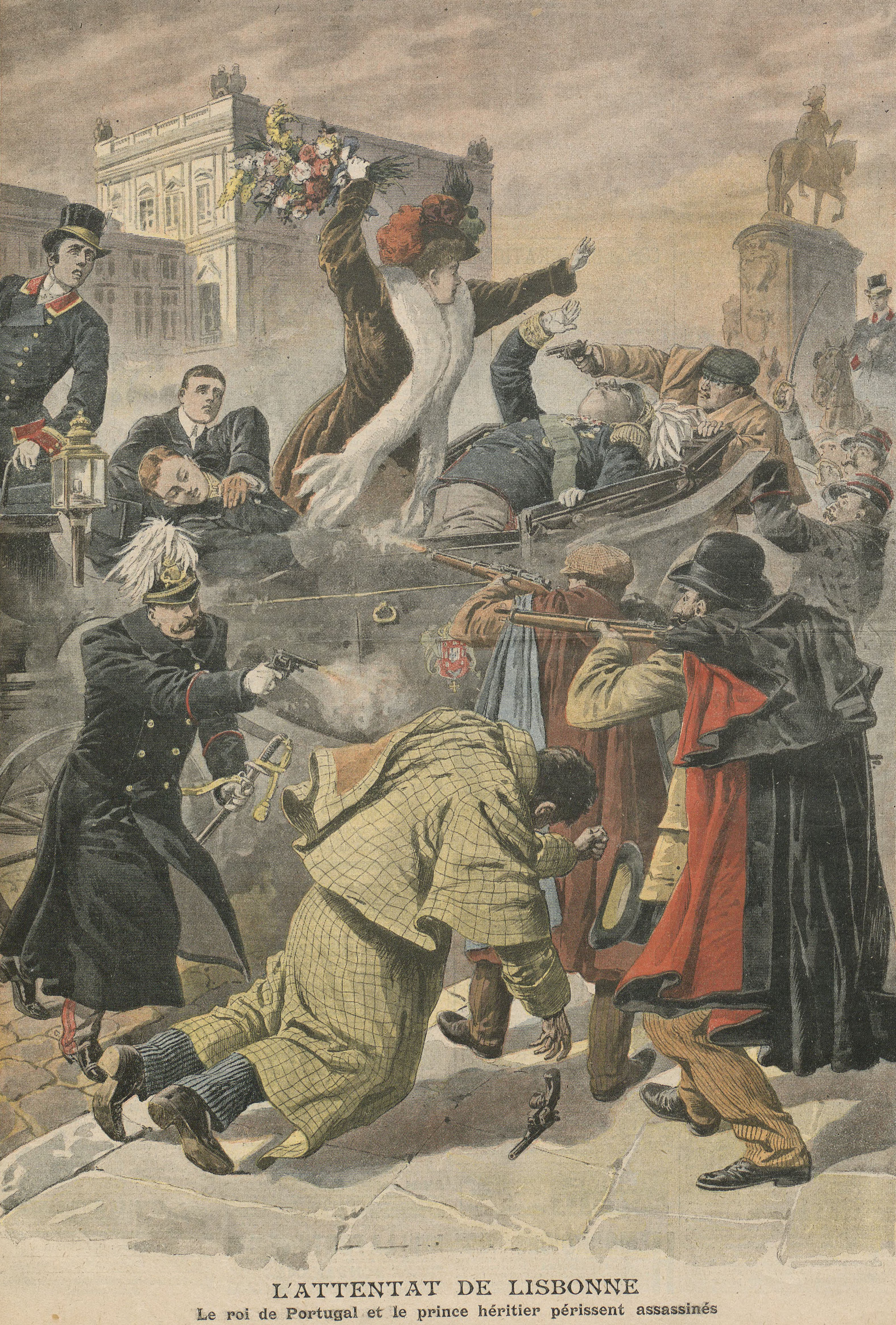
Illustrazione dell'attentato.

Il 1º febbraio 1908 la famiglia reale (Carlo, la regina Amelia e i due principini) tornò a Lisbona dopo il soggiorno nella residenza di Vila Viçosa. Arrivati nella capitale portoghese, i reali salirono su di una carrozza scoperta, diretta al Palazzo delle Necessidades. Mentre il corteo reale attraversava la città, due attivisti repubblicani, Alfredo Costa e Manuel Buiça, spararono alla famiglia reale, colpendo a morte Carlo I che rimase ucciso sul colpo ed anche suo figlio, il principe Luigi Filippo, che morì poco dopo. Il principe Manuele venne ferito al braccio, mentre la regina Amelia rimase miracolosamente illesa. Gli assassini vennero uccisi sul posto dai membri della guardia reale e solo in seguito vennero riconosciuti come membri del movimento repubblicano.
La morte di re Carlos e del figlio, l'erede al trono, sdegnò tutta l'Europa, in particolar modo l'Inghilterra, dove re Edoardo VII deplorò fortemente l'impunità dei responsabili dell'attentato. Questa impunità fu dovuta alla caduta di João Franco, ritenuto responsabile dell'odio del re e, più precisamente, della mancanza di protezione della polizia, e del rapido ritorno al potere dei partiti tradizionali, come il monarca aveva previsto nel lettera all'amico Alberto, principe di Monaco. Dopo la morte di Carlo I e di Luigi Filippo di Braganza, a salire sul trono del Portogallo fu Manuele II, ultimo sovrano portoghese che verrà poi spodestato nel 1910, quando fu proclamata la Repubblica. Carlo giace nel Pantheon Reale dei Braganza, nel Monastero di São Vicente de Fora, a Lisbona, accanto al figlio che fu assassinato insieme a lui.
Molti anni dopo una donna affermò di essere figlia naturale di una relazione adulterina che re Carlo ebbe con Maria Amélia de Laredó e Murça, ottenne il cognome del re e per questo si presentò come pretendente al trono portoghese.

### Patrono delle scienze e delle arti

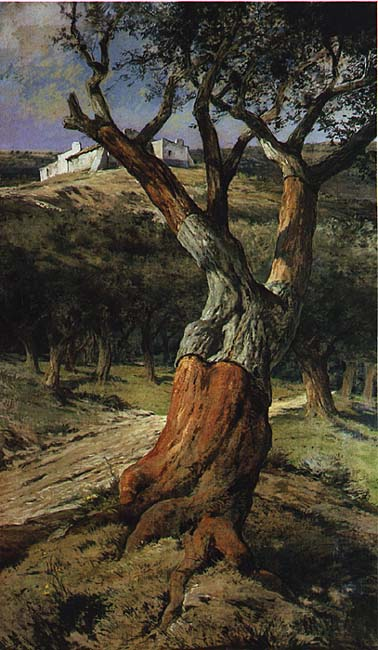
O Sobreiro, Carlo I

Re Carlos era un ammiratore delle tecnologie, che cominciavano ad emergere all'inizio del XX secolo. Installò l'illuminazione elettrica nel Palácio das Necessidades e progettò l'elettrificazione delle strade di Lisbona. Sebbene si trattasse di misure sensate, contribuirono alla sua impopolarità, poiché la gente le considerava stravaganze inutili. Era anche un appassionato di fotografia e l'autore della collezione fotografica della famiglia reale. Era anche un pittore di talento, con una predilezione per gli acquerelli raffiguranti uccelli, che firmava semplicemente come "Carlos Fernando". La scelta del tema rifletteva un'altra delle sue passioni: l'ornitologia. Ha ricevuto premi in diverse mostre internazionali e ha realizzato notevoli saggi nel campo della ceramica. Esiste anche un suo contributo fotografico sulla rivista Boletim Fotográfico, pubblicata tra il 1900 e il 1914.

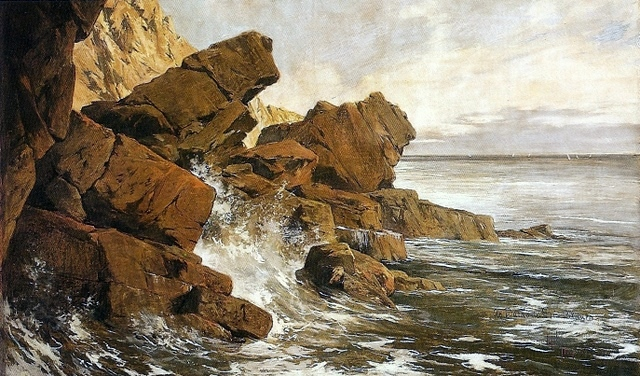
Arribas da Guia à tarde, Cascais

Oltre all'ornitologia, si appassionava all'oceanografia e aveva acquistato uno yacht, "Amélia", appositamente per dedicarsi alle campagne oceanografiche. Strinse una profonda amicizia con Alberto I, principe di Monaco, anch'egli appassionato di oceanografia e di tutto ciò che riguardava il mare. Da questa amicizia nacque l'Acquario Vasco da Gama, che intendeva svolgere in Portogallo un ruolo simile a quello del Museo oceanografico di Monaco. Alcuni lavori oceanografici svolti da Carlos o da lui sponsorizzati furono pionieristici nell'oceanografia mondiale. In onore di questo aspetto del monarca, la Marina portoghese attualmente gestisce una nave oceanografica intitolata al re Carlos I.
Carlos era anche un eccellente agricoltore, avendo reso redditizie le secolari proprietà della Casa di Braganza (patrimonio familiare destinato agli eredi della Corona), producendo vino, olio d'oliva, sughero, tra gli altri prodotti, avendo anche organizzato un eccellente allevamento di bestiame e promosse la salvaguardia dei prestigiosi cavalli Alter.

## Discendenza
Carlo e Amelia d'Orléans ebbero tre figli:
- Luigi Filippo di Braganza (1887 - 1908), duca di Braganza;
- Maria Anna di Braganza (14 dicembre 1887 - 14 dicembre 1887), principessa del Portogallo;
- Manuele II del Portogallo (1889 - 1932), re del Portogallo dal 1908 al 1910.

Era inoltre sospettato di essere padre di diversi figli illegittimi, sebbene non ne riconobbe nessuno né ammise gli adulteri in alcun modo. In particolare, si dice che ebbe una figlia da Grimaneza Viana de Lima, vedova di un diplomatico brasiliano:
- Maria Pia de Lima, nata prima del 1902;

E un'altra, omonima, da Maria Amélia Laredó-Murça, una donna brasiliana:
- Maria Pia (1907 - 1995). Sostenne di essere stata segretamente legittimata dal padre e di essere perciò di diritto regina del Portogallo. Né la paternità né la legittimazione furono mai provate e le sue pretese ignorate.

Esistevano anche voci secondo cui avrebbe avuto un'ulteriore figlia da una donna americana.

## Ascendenza
|                                 |                         |                                      | Genitori                                  |  |  | Nonni |  |  | Bisnonni                              |  |  | Trisnonni                                       |  |
|                                 |                         |                                      |                                           |  |  |       |  |  | Ferdinando di Sassonia-Coburgo-Kohary |  |  | Francesco Federico di Sassonia-Coburgo-Saalfeld |  |
|                                 |                         |                                      |                                           |  |  |       |  |  | Ferdinando di Sassonia-Coburgo-Kohary |  |  | Francesco Federico di Sassonia-Coburgo-Saalfeld |  |
|                                 |                         | Augusta di Reuss-Ebersdorf           |                                           |  |  |       |  |  | Ferdinando di Sassonia-Coburgo-Kohary |  |  |                                                 |  |
| Ferdinando II del Portogallo    |                         |                                      |                                           |  |  |       |  |  | Ferdinando di Sassonia-Coburgo-Kohary |  |  |                                                 |  |
|                                 |                         | Maria Antonia di Koháry              | Francesco Giuseppe di Kohary              |  |  |       |  |  |                                       |  |  |                                                 |  |
|                                 |                         | Maria Antonia di Koháry              | Francesco Giuseppe di Kohary              |  |  |       |  |  |                                       |  |  |                                                 |  |
|                                 |                         | Maria Antonia di Koháry              | Maria Antonia von Waldstein zu Wartenberg |  |  |       |  |  |                                       |  |  |                                                 |  |
| Luigi del Portogallo            |                         | Maria Antonia di Koháry              |                                           |  |  |       |  |  |                                       |  |  |                                                 |  |
|                                 |                         | Pietro I del Brasile                 | Giovanni VI del Portogallo                |  |  |       |  |  |                                       |  |  |                                                 |  |
|                                 |                         | Pietro I del Brasile                 | Giovanni VI del Portogallo                |  |  |       |  |  |                                       |  |  |                                                 |  |
|                                 |                         | Pietro I del Brasile                 | Carlotta Gioacchina di Borbone-Spagna     |  |  |       |  |  |                                       |  |  |                                                 |  |
| Maria II del Portogallo         |                         | Pietro I del Brasile                 |                                           |  |  |       |  |  |                                       |  |  |                                                 |  |
|                                 |                         | Maria Leopoldina d'Asburgo-Lorena    | Francesco II d'Asburgo-Lorena             |  |  |       |  |  |                                       |  |  |                                                 |  |
|                                 |                         | Maria Leopoldina d'Asburgo-Lorena    | Francesco II d'Asburgo-Lorena             |  |  |       |  |  |                                       |  |  |                                                 |  |
|                                 |                         | Maria Leopoldina d'Asburgo-Lorena    | Maria Teresa di Borbone-Napoli            |  |  |       |  |  |                                       |  |  |                                                 |  |
| Carlo I del Portogallo          |                         | Maria Leopoldina d'Asburgo-Lorena    |                                           |  |  |       |  |  |                                       |  |  |                                                 |  |
|                                 | Carlo Alberto di Savoia | Carlo Emanuele di Savoia-Carignano   |                                           |  |  |       |  |  |                                       |  |  |                                                 |  |
|                                 | Carlo Alberto di Savoia | Carlo Emanuele di Savoia-Carignano   |                                           |  |  |       |  |  |                                       |  |  |                                                 |  |
|                                 | Carlo Alberto di Savoia | Maria Cristina di Sassonia           |                                           |  |  |       |  |  |                                       |  |  |                                                 |  |
| Vittorio Emanuele II d'Italia   | Carlo Alberto di Savoia |                                      |                                           |  |  |       |  |  |                                       |  |  |                                                 |  |
|                                 |                         | Maria Teresa d'Asburgo-Lorena        | Ferdinando III di Toscana                 |  |  |       |  |  |                                       |  |  |                                                 |  |
|                                 |                         | Maria Teresa d'Asburgo-Lorena        | Ferdinando III di Toscana                 |  |  |       |  |  |                                       |  |  |                                                 |  |
|                                 |                         | Maria Teresa d'Asburgo-Lorena        | Luisa Maria Amalia di Borbone-Due Sicilie |  |  |       |  |  |                                       |  |  |                                                 |  |
| Maria Pia di Savoia             |                         | Maria Teresa d'Asburgo-Lorena        |                                           |  |  |       |  |  |                                       |  |  |                                                 |  |
|                                 |                         | Ranieri Giuseppe d'Asburgo-Lorena    | Leopoldo II d'Asburgo-Lorena              |  |  |       |  |  |                                       |  |  |                                                 |  |
|                                 |                         | Ranieri Giuseppe d'Asburgo-Lorena    | Leopoldo II d'Asburgo-Lorena              |  |  |       |  |  |                                       |  |  |                                                 |  |
|                                 |                         | Ranieri Giuseppe d'Asburgo-Lorena    | Maria Luisa di Borbone-Spagna             |  |  |       |  |  |                                       |  |  |                                                 |  |
| Maria Adelaide d'Asburgo-Lorena |                         | Ranieri Giuseppe d'Asburgo-Lorena    |                                           |  |  |       |  |  |                                       |  |  |                                                 |  |
|                                 |                         | Maria Elisabetta di Savoia-Carignano | Carlo Emanuele di Savoia-Carignano        |  |  |       |  |  |                                       |  |  |                                                 |  |
|                                 |                         | Maria Elisabetta di Savoia-Carignano | Carlo Emanuele di Savoia-Carignano        |  |  |       |  |  |                                       |  |  |                                                 |  |
|                                 |                         | Maria Elisabetta di Savoia-Carignano | Maria Cristina di Sassonia                |  |  |       |  |  |                                       |  |  |                                                 |  |
|                                 |                         | Maria Elisabetta di Savoia-Carignano |                                           |  |  |       |  |  |                                       |  |  |                                                 |  |